# Międzynarodowa Federacja Szachowej Gry Korespondencyjnej
Międzynarodowa Federacja Szachów Korespondencyjnych (ang. International Correspondence Chess Federation, ICCF) – organizacja szachowa, zajmująca się szachami korespondencyjnymi. Powstała w 1951 r. w wyniku przekształcenia  Międzynarodowego Stowarzyszenia Szachów Korespondencyjnych (ICCA), które powstało w 1945, jako  sukcesor Internationaler Fernschachbund (IFSB), założonego w 1928.
Międzynarodowa Federacja Szachów Korespondencyjnych współpracuje z Międzynarodową Federacją Szachową, organizuje turnieje indywidualne i drużynowe, z których najważniejszymi są olimpiady oraz mistrzostwa świata mężczyzn i kobiet. Prowadzi również obliczenia rankingowe szachistów korespondencyjnych oraz przyznaje międzynarodowe tytuły szachowe.
Polska jest członkiem ICCF i jest reprezentowana w tej organizacji przez Komisję Szachów Korespondencyjnych Polskiego Związku Szachowego.

## Prezydenci ICCF

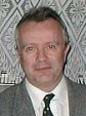
Éric Ruch, prezydent ICCF

- Jean-Louis Ormond (1951 – 1953)
- Anders Elgesem (1953 – 1959)
- Hans-Werner von Massow (1959 – 1987)
- Henk Mostert (1987 – 1996)
- Alan Borwell (1996 – 2003)
- Josef Mrckvicka (2003 – 2004)
- Mohammed Samraoui (2005 – 2009)
- Éric Ruch (od 2009)

## Mistrzostwa Świata w Szachach Korespondencyjnych
| #      | Lata      | Mistrz                                      | Wicemistrz                               |        |
| ------ | --------- | ------------------------------------------- | ---------------------------------------- | ------ |
| I      | 1950-1953 | Cecil Purdy                                 | Harald Malmgrem                          | [ 1 ]  |
| II     | 1956-1959 | Viacheslav Ragozin                          | Lucius Endzelins                         | [ 2 ]  |
| III    | 1959-1962 | Alberic O'Kelly                             | Piotr Dubinin                            | [ 3 ]  |
| IV     | 1962-1965 | Vladimir Zagorovsky                         | Georgy Borisenko                         | [ 4 ]  |
| V      | 1965-1968 | Hans Berliner                               | Jaroslav Hybl                            | [ 5 ]  |
| VI     | 1968-1971 | Horst Rittner                               | Vladimir Zagorovsky                      | [ 6 ]  |
| VII    | 1972-1976 | Yakob Estrin                                | Jozef Boey                               | [ 7 ]  |
| VIII   | 1975-1980 | Jørn Sloth                                  | Vladimir Zagorovsky                      | [ 8 ]  |
| IX     | 1977-1983 | Tõnu Õim                                    | Fritz Baumbach                           | [ 9 ]  |
| X      | 1978-1984 | Vytas Palciauskas                           | Juan Morgado                             | [ 10 ] |
| XI     | 1983-1989 | Fritz Baumbach                              | Gennadi Nesis                            | [ 11 ] |
| XII    | 1984-1991 | Grigory Sanakoev                            | Josef Franzen                            | [ 12 ] |
| XIII   | 1989-1998 | Mikhail Umansky                             | Erik Bang                                | [ 13 ] |
| XIV    | 1994-2000 | Tõnu Õim                                    | Ove Ekebjærg                             | [ 14 ] |
| XV     | 1996-2002 | Gert Timmerman                              | Joop van Oosterom                        | [ 15 ] |
| XVI    | 1999-2004 | Tunç Hamarat                                | Rudolf Maliangkay                        | <      |
| XVII   | 2002-2007 | Ivar Bern                                   | Wolfgang Rohde                           | [ 17 ] |
| XVIII  | 2003-2005 | [[Joop van Oosterom<]]                      | Hans Elwert                              | [ 18 ] |
| XIX    | 2004-2007 | Christophe Léotard                          | Frank Gerhardt                           | [ 19 ] |
| XX     | 2004-2011 | Pertti Lehikoinen                           | Stefan Winge                             | [ 20 ] |
| XXI    | 2005-2008 | Joop van Oosterom                           | Alexander Ugge                           | [ 21 ] |
| XXII   | 2007-2010 | Aleksandr Dronov                            | Jürgen Bücker                            | [ 22 ] |
| XXIII  | 2007-2010 | Ulrich Stephan                              | Thomas Winckelmann                       | [ 23 ] |
| XXIV   | 2009-2011 | Marjan Šemri                                | Hans Wunderlich                          | [ 24 ] |
| XXV    | 2009-2013 | Fabio Finocchiaro                           | Richard Hall                             | [ 25 ] |
| XXVI   | 2010-2014 | Ron Langeveld                               | Florin Serban                            | [ 26 ] |
| XXVII  | 2011-2014 | Aleksandr Dronov                            | Matthias Kribben                         | [ 27 ] |
| XXVIII | 2013-2016 | Leonardo Ljubičić                           | Horacio Neto                             | [ 28 ] |
| XXIX   | 2015-2018 | Aleksandr Dronov                            | Jacek Oskulski                           | [ 29 ] |
| XXX    | 2017-2019 | Andrey Kochemasov                           | Enver Efendiyev                          | [ 30 ] |
| XXXI   | 2019-2022 | Fabian Stanach Christian Muck Ron Langeveld |                                          | [ 31 ] |
| XXXII  | 2020-2022 | Jon Edwards                                 | Michel Lecroq Sergey Osipov Horacio Neto | [ 32 ] |

## Mistrzostwa Świata Kobiet w Szachach Korespondencyjnych
| #    | Lata      | Mistrz              | Wicemistrz                                                           |        |
| ---- | --------- | ------------------- | -------------------------------------------------------------------- | ------ |
| I    | 1968-1972 | Olga Rubtsova       | Gertrude Schoisswohl                                                 |        |
| II   | 1972-1977 | Lora Jakovleva      | Olga Rubtsova                                                        |        |
| III  | 1978-1984 | Luba Kristol        | Merike Rötova                                                        |        |
| IV   | 1984-1992 | Ljudmila Belavenets | Nina Orlova                                                          | [ 33 ] |
| V    | 1993-1998 | Luba Kristol        | Ingrida Priedite                                                     | [ 34 ] |
| VI   | 2000-2005 | Alessandra Riegler  | Maja Zelcic                                                          | [ 35 ] |
| VII  | 2002-2006 | Olga Sukhareva      | Mary Jones                                                           | [ 36 ] |
| VIII | 2007-2010 | Olga Sukhareva      | Marie Bažantová                                                      | [ 37 ] |
| IX   | 2011-2014 | Irina Perevertkina  | Maria Lisitcina                                                      | [ 38 ] |
| X    | 2014-2017 | Irina Perevertkina  | Tetiana Moyseenko                                                    | [ 39 ] |
| XI   | 2017-2020 | Irina Perevertkina  | Vilma Dambrauskaité Tetiana Moyseenko                                | [ 40 ] |
| XII  | 2020-2023 | Irina Perevertkina  | Tetiana Yurchuk Victoria Schweer Luz Tinjacá Ramirez Dawn Williamson | [ 41 ] |

## Puchar Świata ICCF
| #       | Lata      | Zwycięzca                          |        |
| ------- | --------- | ---------------------------------- | ------ |
| I       | 1973-1977 | Karl Maeder                        |        |
| II      | 1977-1983 | Gennadi Nesis                      |        |
| III     | 1981-1986 | Nikolai Rabinovich                 |        |
| IV      | 1984-1989 | Albert Popov                       |        |
| V - A   | 1987-1994 | Aleksandr Frolov                   | [ 42 ] |
| V - B   | 1987-1994 | Gert Timmerman                     | [ 43 ] |
| VI      | 1994-1999 | Olita Rause                        | [ 44 ] |
| VII     | 1994-2001 | Aleksei Lepikhov                   | [ 45 ] |
| VIII    | 1998-2002 | Horst Staudler                     | [ 46 ] |
| IX      | 1998-2001 | Edgar Prang                        | [ 47 ] |
| X       | 2001-2004 | Frank Schroder                     |        |
| XI      | 2008-2011 | Reinhard Moll                      | [ 48 ] |
| XII (e) | 2005-2007 | Reinhard Moll                      | [ 49 ] |
| XII (p) | 2009-2013 | Matthias Gleichmann                | [ 50 ] |
| XIII    | 2009-2012 | Reinhald Moll                      | [ 51 ] |
| XIV     | 2009-2012 | Reinhold Moll                      | [ 52 ] |
| XV      | 2012-2015 | Klemen Sivic                       | [ 53 ] |
| XVI     | 2013-2016 | Uwe Nogga                          | [ 54 ] |
| XVII    | 2014-2017 | Matthias Gleichmann                | [ 55 ] |
| XVIII   | 2015-2019 | Reinhard Moll Stefan Ulbig         | [ 56 ] |
| XIX     | 2014-2016 | Thomas Herfuth                     | [ 57 ] |
| XX      | 2017-2020 | Sergei Kishkin                     | [ 58 ] |
| XXI     | 2019-2021 | Matthias Gleichmann                | [ 59 ] |
| XXII    | 2021-2023 | Dmitry Morozov Matthias Gleichmann | [ 60 ] |

## Puchar Świata Seniorów
| #   | Lata      | Zwycięzca         |        |
| --- | --------- | ----------------- | ------ |
| 1.  | 2009-2011 | Rob Kruis         | [ 61 ] |
| 2.  | 2013-2014 | Vladimir Sergeev  | [ 62 ] |
| 3.  | 2014-2016 | Frits Bleker      | [ 63 ] |
| 4.  | 2015-2017 | Reinhard Sikorsky | [ 64 ] |
| 5.  | 2016-2017 | Ralf Neubauer     | [ 65 ] |
| 6.  | 2017-2019 | Mattia Boccia     | [ 66 ] |
| 7.  | 2018-2020 | Sergey Novikov    | [ 67 ] |
| 8.  | 2019-2021 | Guy van Habberney | [ 68 ] |
| 9.  | 2020-2022 | Jean Schuller     | [ 69 ] |
| 10. | 2021-2023 | Gediminas Voveris | [ 70 ] |
| 11. | 2022-2024 | Dan Petre Geană   | [ 71 ] |